# Manfred al Siciliei
Manfred (în siciliană Manfredi di Sicilia; n. 1232, Venosa, Basilicata, Italia – d. 26 februarie 1266, Benevento, Campania, Italia) a fost ultimul rege al Siciliei din dinastia Hohenstaufen, care a domnit din 1258 până la moartea sa. Fiul natural al împăratului Sfântului Roman Frederic al II-lea,
Manfred a ajuns regent al regatului Siciliei în numele nepotului său Conradin în 1254. Ca regent, a suprimat răscoalele din regat, iar în 1258 a uzurpat stăpânirea lui Conradin. După o primă încercare de a-l liniști pe papa Inocențiu al IV-lea, a preluat conflictul în curs între Hohenstaufen și papalitate prin lupte și alianțe politice. El a învins armata papală la Foggia la 2 decembrie 1254. Excomunicat de trei papi succesivi, Manfred a fost ținta unei cruciade (1255 – 1266) prima inițiată de papa Alexandru al IV-lea și apoi de Urban al IV-lea. Nimeni nu a răspuns la chemarea lui Alexandru, dar Urban a cerut ajutorul lui Carol de Anjou pentru a-l răsturna pe Manfred. 
Manfred a fost ucis în timpul înfrângerii sale de către Charles în bătălia de la Benevento, iar Carol a preluat conducerea regatului Siciliei.